# Virus T-lymphotropic gây bệnh ở người 2
 Một loại virus có liên quan chặt chẽ với HTLV-I, Virus T-lymphotropic gây bệnh ở người 2 (HTLV-II) có 70% cấu trúc bộ gen tương tự HTLV-I.
Virus được phát hiện bởi Robert Gallo và các đồng nghiệp.
HTLV-2 phổ biến trong cộng đồng dân cư bản địa ở Châu Phi và các bộ lạc người Mỹ gốc Ấn ở Trung và Nam Mỹ cũng như những người sử dụng ma túy ở Châu Âu và Bắc Mỹ  Virus truyền từ mẹ sang con qua sữa mẹ, qua di truyền.
Chất trung gian vận chuyển HTLV-II đến tế bào đích là chất vận chuyển glucose GLUT1.

## Lây lan
Di truyền từ cha mẹ, cho con bú, truyền máu, quan hệ tình dục không an toàn và sử dụng chung kim tiêm.
HTLV-1 và HTLV-2 có khả năng bùng nổ thành dịch, lây lan đến 15-20 triệu người trên toàn thế giới. Tại Hoa Kỳ, số người nhiễm bệnh là 22 trên 100.000 người, HTLV-2 nhiều hơn HTLV-1. Thu thập dữ liệu được thực hiện từ năm 2000-2009 trong số những người hiến máu ở Hoa Kỳ đã cho thấy số lượng người nhiễm đã giảm kể từ những năm 1990.

## Triệu chứng
Bệnh bạch cầu ở người, loại 2 (HTLV-2) thường không gây ra dấu hiệu hoặc triệu chứng. Mặc dù HTLV-2 chưa được liên kết dứt khoát với bất kỳ vấn đề sức khỏe cụ thể nào, các nhà khoa học nghi ngờ rằng một số người bị ảnh hưởng sau đó có thể phát triển các vấn đề về thần kinh như:
- Bệnh thần kinh cảm giác (ảnh hưởng đến thần kinh cảm giác)
- Dáng đi bất thường
- Rối loạn chức năng bàng quang
- Suy giảm nhận thức nhẹ
- Bất thường vận động (mất hoặc hạn chế kiểm soát hoặc di chuyển cơ bắp, hoặc di chuyển hạn chế)
- Rối loạn cương dương
- Mycosis fungoides

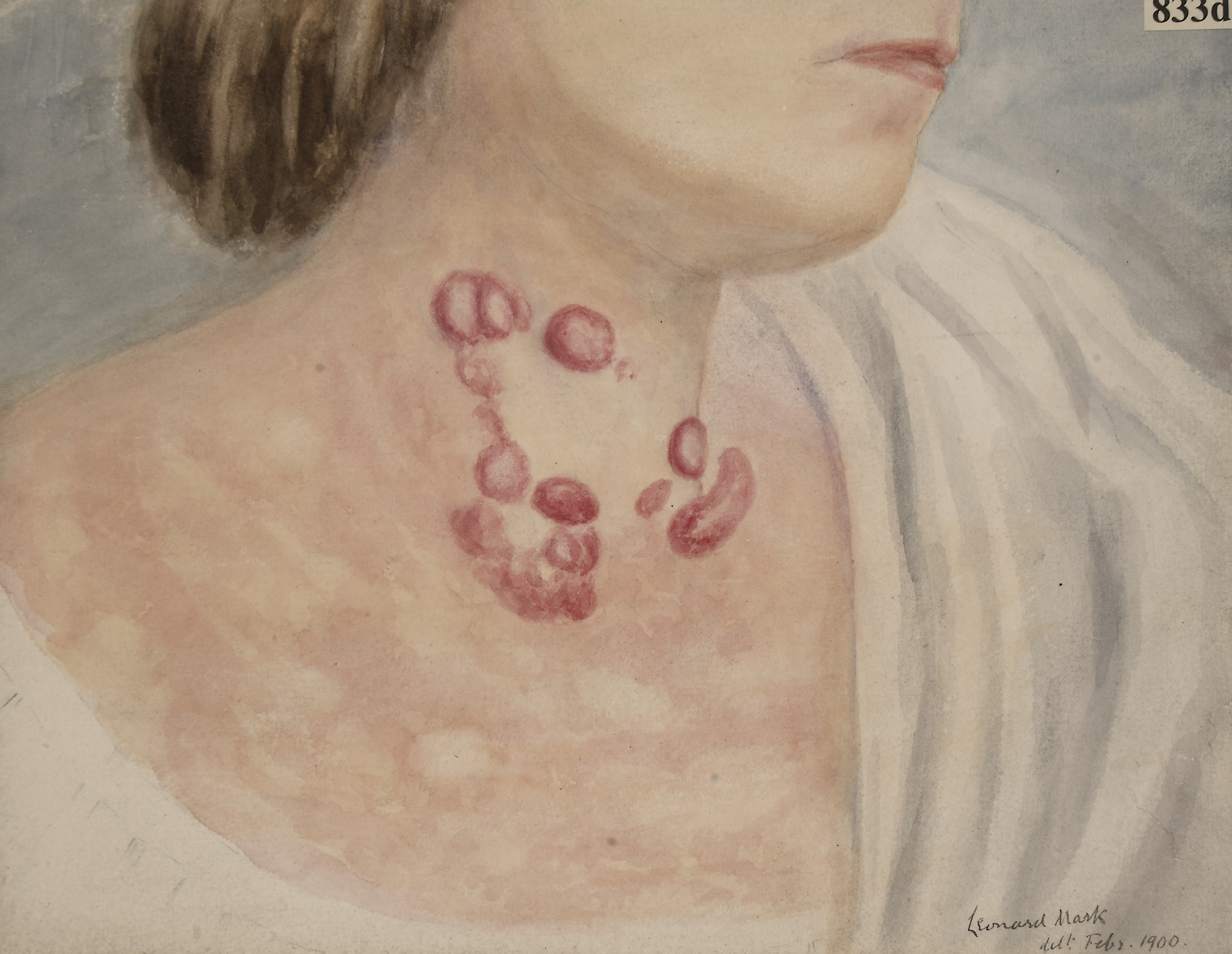
Hình 1. Mycosis fungoides, một bệnh ngoài da, có liên quan đến nhiễm trùng HTLV-II

Mặc dù bằng chứng còn hạn chế, nhưng cũng có thể có mối liên hệ giữa HTLV-2 và nhiễm trùng phổi mãn tính (ví dụ viêm phổi và viêm phế quản), hen suyễn và chàm.

## Điều trị
Có nhiều phương pháp điều trị  bao gồm hóa trị và thuốc kháng retrovirus có thể làm giảm tải lượng virus. Không có phương pháp điều trị dứt điểm đối với HTLV-2.